# Stanislaw Nawka
Stanislaw Nawka (obersorbisch Stanisław Nawka; * 16. Mai 1960 in Bautzen) ist ein deutsch-sorbischer Mediziner. Er praktiziert als Allgemeinmediziner in Hamburg und wurde durch sein soziales Engagement überregional bekannt.

## Leben
Stanislaw Nawka ist Sorbe und wuchs mit zehn Geschwistern im ostsächsischen Dorf Ostro (Wotrow) auf. Er studierte Medizin in Leipzig und siedelte im März 1989 nach Hamburg über. Dort betreibt er im Stadtteil Bergstedt eine Praxis für Allgemeinmedizin.
Seit 1996 beteiligt Nawka sich ehrenamtlich an einem Hilfsprojekt der Hamburger Caritas zur medizinischen Grundversorgung von obdachlosen Menschen. Er fährt jeden Mittwoch mit dem von der Caritas dazu eingesetzten Krankenmobil – einem zu einer „rollenden Arztpraxis“ umgebauten Kleinbus – mit und ist der am längsten dort tätige Mediziner. Nawka behandelt bis zu 1.700 Obdachlose pro Jahr. Während seines Urlaubs behandelt er regelmäßig in Namibia unentgeltlich die Landbevölkerung, die sich ärztliche Hilfe nicht leisten kann.
Über Nawka und dessen großes soziales Engagement wurde mehrmals in regionalen und überregionalen Medien berichtet, wie in Zeitungen und Zeitschriften sowie im Rundfunk und Fernsehen. Die Dokumentarfilmerin Ute Jurkovics drehte 2009 für das NDR Fernsehen ein filmisches Porträt seiner Arbeit, das außer im NDR unter anderem im WDR und im MDR sowie überregional in EinsPlus und in Phoenix gezeigt wurde.
Stanislaw Nawka ist verheiratet und hat drei Kinder.

## Ehrungen
2009 wurde Nawka für sein ehrenamtliches Engagement als „Held des Alltags“ mit dem Medienpreis Brisant Brillant des ARD-Boulevardmagazins Brisant geehrt. 2010 wurde er für sein Engagement in der Obdachlosenhilfe mit dem Bundesverdienstkreuz am Bande ausgezeichnet.

## Schriften
- Morbidität obdachloser Menschen in Hamburg. Dissertation, Universität Hamburg 2010.

Stanislaw Nawka verfasste Beiträge für die in obersorbischer Sprache erscheinende Tageszeitung Serbske Nowiny (dt. Sorbische Zeitung).

## Filme
- Ute Jurkovics: Das Leben! – Der Obdachlosen-Arzt. Dokumentarfilm, 43 Minuten, NDR, 2009.[3]
- Ute Jurkovics: Einsatz für die Ärmsten – Der Obdachlosenarzt. Dokumentarfilm, 30 Minuten, gekürzte Fassung für den WDR, 2010.[4]